# Вильгельм IV (ландграф Гессен-Касселя)
Вильгельм IV Гессен-Кассельский (нем. Wilhelm IV. von Hessen-Kassel, Вильгельм Мудрый нем. Wilhelm der Weise; 24 июня 1532, Кассель — 25 августа 1592, Кассель) — первый ландграф Гессен-Касселя.

## Биография
Вильгельм — старший сын гессенского ландграфа Филиппа I и его супруги Кристины Саксонской.
В 1547 году, когда его отец оказался в плену после поражения протестантов под Мюльбергом, 15-летний мальчик был вынужден принять на себя функции правителя. Через несколько лет, в 1551 году, он вернул власть возвратившемуся отцу.
После смерти Филиппа в 1567 году ландграфство Гессен было поделено на четыре части между его сыновьями. Поскольку Вильгельму достался Кассель с прилегающими северными районами ландграфства, он считается основателем кассельской линии гессенского дома. С доугой стороны, раздел Гессена означал потерю политического влияния, и Вильгельм был вынужден уделять большее внимание внутренней политике, в том числе последовательному проведению лютеранской Реформации в своём ландграфстве.
В 1570—1580 годах — после пресечения родов Плессе (младшая линия, нем. Plessen), Хойя, Дипхольц (нем. von Diepholz) и Хеннеберг — Вильгельму IV удалось расширить подвластную ему территорию. Так, из хеннебергского наследства Вильгельм получил владение Шмалькальден, сделав одноимённый город своей летней резиденцией и где по его желанию был возведён названный в его честь замок Вильгельмсбург.
После смерти своего брата Филиппа Вильгельм унаследовал также большую часть бывшего графства Катценэльнбоген.
Вильгельм покровительствовал наукам и искусству. В 1561 году он построил в Касселе первую в Европе астрономическую обсерваторию. В числе сотрудников обсерватории был один из первых сторонников гелиоцентрической системы мира Кристофер Ротман, некоторое время там работал Тихо Браге. Часть астрономических исследований Вильгельма IV была издана Снеллиусом под заглавием «Coeli et siderum observationes» (Лейд., 1618). Ещё большая часть хранится в виде рукописи в кассельской библиотеке.
Вильгельм IV умер в 1592 году, ему наследовал сын Мориц.

## Потомки
В 1566 году Вильгельм женился на Сабине Вюртембергской, в браке родились:
- Анна Мария (1567—1626), замужем за графом Людвигом II Нассау-Саарбрюккенским (1565—1627)
- Гедвига (1569—1644), замужем за графом Эрнстом Гольштейн-Шаумбургским (1569—1622)
- Агнесса (1569—1569)
- София (1571—1616)
- Мориц (1572—1632), ландграф Гессен-Касселя, женат на графине Агнессе Сольмс-Лаубахской (1578—1602), затем на графине Юлиане Нассау-Дилленбургской (1587—1643)
- Сабина (1573—1573)
- Сидония (1574—1575)
- Кристиан (1575—1578)
- Елизавета (1577—1578)
- Кристина (1578—1658), замужем за герцогом Иоганном Эрнстом Саксен-Эйзенахским (1566—1638)
- Юлиана (1581—1581)

От связи с Елизаветой Валленштайн (ум. 1632) родился сын:
- Филипп фон Корнберг (1553—1616), предок в 6-м поколении Отто фон Бисмарка.

## Память
В честь Вильгельма IV в 1935 году назван кратер на видимой стороне Луны.